# 1697 en philosophie
Chronologie de la philosophie
- 1693
- 1694
- 1695
- 1696
- 1697
- 1698
- 1699
- 1700
- 1701

L’année 1697 a été marquée, en philosophie, par les événements suivants :

## Publications
- Pierre Bayle :  Dictionnaire historique et critique
  - 1re édition en 1697, 4 volumes in-folio[1]
  - édition de 1702, 3 volumes in-folio
  - édition de 1740[2]
  - édition de Adrien-Jean-Quentin Beuchot, 16 volumes in-8, 1820-1824)[3]

- Francesco Bianchini : * La istoria universale : provata con monumenti e figurata con simboli degli antichi, Rome, 1697.

- Jean Domat :  Le Droit public (édition Didot 1828 (1697). 4e volume du Droit public, paru une année après sa mort.

- Fénelon : Explication des maximes des saints sur la vie intérieure

- Bernard Lamy : Défense de l’ancien sentiment de l’Église latine touchant l’office de sainte Madeleine, Rouen ; Paris.

- Gottfried Wilhelm Leibniz : Novissima Sinica.